# František Junek
František Junek (Karlín, 1907. január 17. – 1970. március 17.) világbajnoki ezüstérmes csehszlovák válogatott labdarúgó.
A csehszlovák válogatott tagjaként részt vett az 1934-es világbajnokságon.

## Sikerei, díjai
Slavia Praha
- Csehszlovák bajnok (5): 1928–29, 1929–30, 1930–31, 1932–33, 1933–34

Csehszlovákia
- Világbajnoki döntős (1): 1934